# Rauchgaskondensation
Abscheidung von verflüssigten Rauchgasbestandteilen, insbesondere Wasser
Bei der Verbrennung von Stoffen, in denen Wasserstoff chemisch gebunden ist (z. B. Methan) oder Feuchtigkeit enthalten ist (z. B. feuchtes Holz) wird Wasser freigesetzt, das bei Unterschreitung des Taupunktes kondensiert und in der flüssigen Phase anfällt. Weitere Kondensate wie längerkettige organische Verbindungen können sich infolge einer unvollständigen Verbrennung bilden. Schwefelbestandteile im Rauchgas können in Verbindung mit dem Wasserkondensat Säuren (Kohlensäure, Salpetersäure, schwefelige bzw. Schwefelsäure) bilden.
Soweit der Wärmeträger, der bei der Verbrennung erhitzt wird, eine Vorlauftemperatur unterhalb des Taupunktes aufweist, kann die Kondensationsenthalpie genutzt werden, um den Wärmeträger oder die Verbrennungsluft vorzuwärmen. Für die Wärmeübertragung werden Abgaswärmetauscher und im zweiten Fall Luftvorwärmer 'LuVo' verwendet. Durch die Nutzung der Kondensationsenthalpie der Rauchgasbestandteile reduziert sich der Brennstoffeinsatz und damit auch Kohlenstoffdioxid-Emissionen (CO2), da der Wirkungsgrad der Verbrennung steigt. Während bei der Verbrennung mit hoher Abgastemperatur nur der Heizwert des Brennstoffes ausgenutzt wird, kann bei der Rauchgaskondensation im Grenzfall einer vollständigen Kondensation der Brennwert des Brennstoffes ausgenutzt werden.
Das entstehende Kondensat reagiert je nach Inhaltsstoffen im Rauchgas (Schwefeldioxid, Stickoxide, Kohlensäure, Salzsäuregas) mehr oder weniger sauer und muss gegebenenfalls neutralisiert und über eine Kondensathebeanlage abgeführt werden.
Beim Einsatz der Brennstoffe Erdgas und Heizöl wird in Heizkesseln nach dem Stand der Technik die Rauchgaskondensation angewandt, um das Heizungswasser aus dem Rücklauf vorzuwärmen. Solche Heizkessel werden als Brennwertkessel bezeichnet. Da der Wirkungsgrad der Kessel in der Regel auf den Heizwert bezogen ist, können Brennwertkessel Wirkungsgrade von über 100 % erreichen.
Bei der meist unvollständig ablaufenden Verbrennung von Biomasse (beispielsweise bei Stückholz-Heizungen, Pelletsheizungen, u. a. m.) sowie von Kohle und brennbaren Abfällen scheiden sich bei Abkühlung des Rauchgases Glanzruß, Flugasche, Flugstaub, Holzteer oder Teer und gegebenenfalls unverbrannte Kohlenwasserstoffe ab. Diese verunreinigen die Oberflächen des Wärmeübertragers und führen zu festen Belägen in dem Schornstein. Darum werden beispielsweise Kaminöfen und Kachelöfen ohne Rauchgaskondensationsanlage mit Abgastemperaturen größer 120 °C betrieben.

## Abkühlung unter den Taupunkt
Die Taupunkttemperatur kondensierbarer Bestandteile in Rauchgasen wird als Rauchgastaupunkt bezeichnet. Rauchgas ohne Ruß und flüssiges Wasser (Nebeltröpfchen) wird (nach DIN EN 1443) als „Abgas“ bezeichnet (im üblichen Sprachgebrauch wird das aus jeglichen Verbrennungsprozessen stammende Gas auch unbekannter Zusammensetzung generell und unspezifisch als „Abgas“ bezeichnet). Der zugehörige Taupunkt wird Abgastaupunkt genannt.
Weisen Gemische (beispielsweise von Kohlenwasserstoffen) in Mehrkomponentensystemen einen Siedepunktbereich (knapp nebeneinanderliegende Siedepunkte, kein „klassischer Siedebereich“ zeotroper Gemische) oder Kondensationspunktbereich auf, so kann für diese auch nur ein Taupunktbereich gemessen werden.

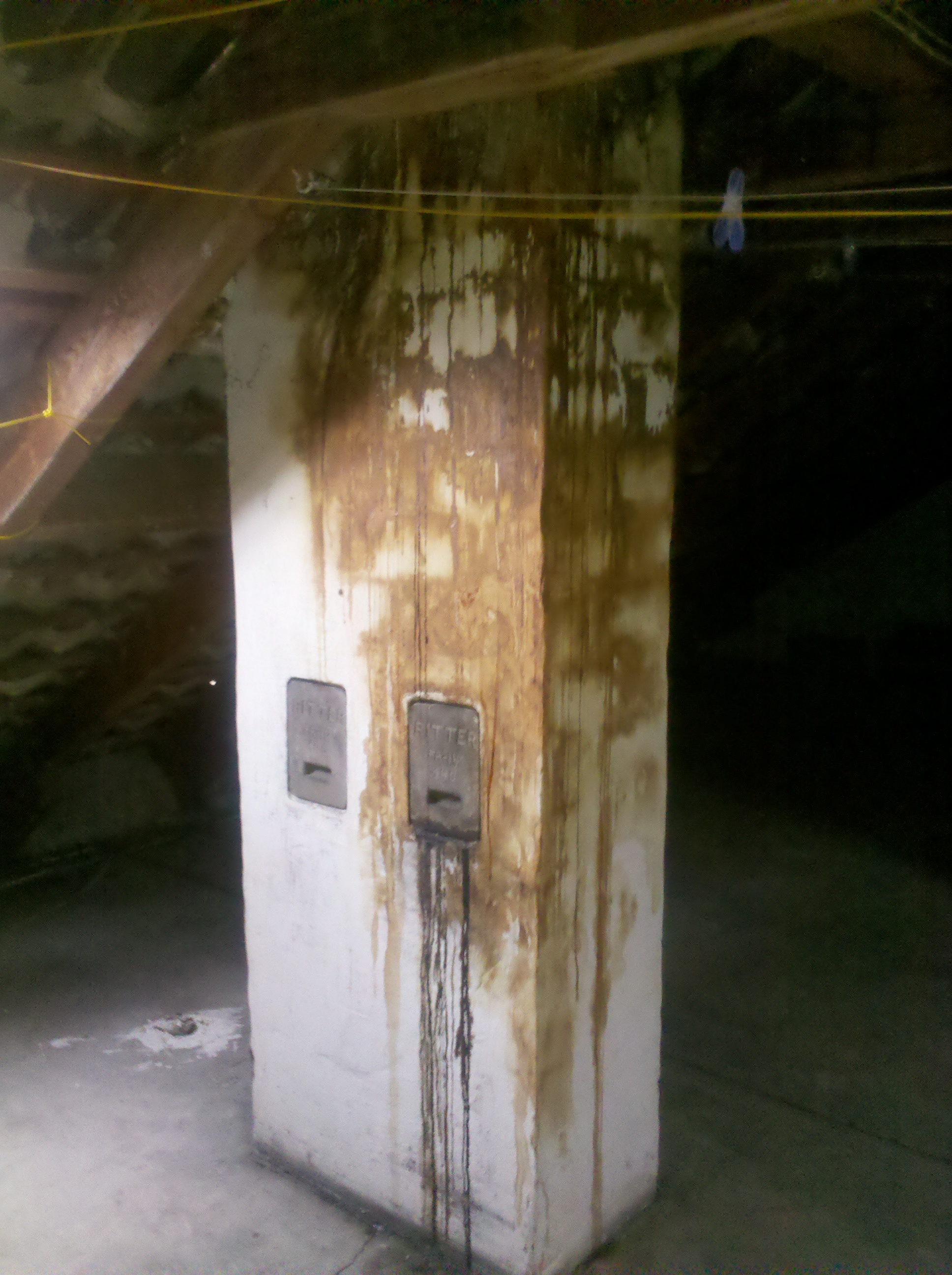
Versottung durch Rauchgaskondensation.

Wird der Rauchgastaupunkt in Feuerungsanlagen und Kaminen (Schornsteinen) unterschritten, so müssen die Bauteile, die mit dem Kondensat benetzt werden, entsprechend flüssigkeitsdicht und korrosionsfest sein, bei Wasserdampfkondensation ohne Mineralsäuren zumindest gegenüber Kohlensäure.
Kühlt Rauchgas in einem Kamin aus nicht flüssigkeitsdichtem Mauerwerk unter den Taupunkt ab, führt die Nässe zur Versottung des Kamins und damit zur Zerstörung des Mauerwerks. Davor schützt ein in den Kaminschacht eingezogenes Abgasrohr aus Aluminium, Edelstahl oder Kunststoffen (Polypropylen, PTFE, PVDF) oder bei Neubauten Kaminzüge aus versinterter oder glasierter Keramik.
Der Taupunkt von Säuren in Rauchgas heißt Säuretaupunkt. Der Säuretaupunkt schwefelhaltiger Brennstoffe liegt im Bereich 120 bis 150 °C, der Wasserdampftaupunkt mit 45 bis 75 °C weit darunter. Speziell für Schwefelsäure heißt er Schwefelsäuretaupunkt. Zur Abgrenzung von diesen wird der Taupunkt von Wasserdampf als Wasserdampftaupunkt bezeichnet.

## Energieeffizienz
Bei der Verbrennung von Heizöl liegt der Wasserdampftaupunkt im Rauchgas bei ca. 48 °C, bei der Verbrennung von Erdgas (wegen dessen höheren Wasserstoffgehalts) bei ca. 59 °C. Daraus folgt, dass Brennwertkessel bei der Verbrennung von Erdgas mit höheren Rücklauftemperaturen betrieben werden können als bei Heizöl und trotzdem der Taupunkt unterschritten wird. Ebenso kondensiert bei Abkühlung des Rauchgases auf ca. 48 °C bereits Wasserdampf aus Erdgas-Rauchgasen aus, wofür bei Heizöl-Rauchgas eine weitere Abkühlung nötig ist. Angaben, durch die Nutzung des Brennwerts könnten 6 Prozent (bei Heizöl) bis 11 Prozent (bei Erdgas) der Heizkosten (gegenüber einem bestehenden Tieftemperatur-Heizkessel mit ca. 140 °C Abgastemperatur) eingespart werden, sind eher Maximalwerte theoretischer Natur. Bei Optimierung der Vorlauftemperatur durch einen hydraulischen Abgleich der Heizkörper ist eine Erhöhung des Wirkungsgrades von 4 bis 5 % realistisch gegenüber dem Wirkungsgrad eines Niedertemperaturkessel.
| Abgastemperatur | Wasserstoff | Erdgas H | Heizöl EL |
| --------------- | ----------- | -------- | --------- |
| 140 °C          | 95,2        | 94,5     | 94,7      |
| 100 °C          | 96,9        | 96,4     | 96,6      |
| 50 °C           | 102,5       | 99,3     | 98,9      |
| 35 °C           | 104,3       | 100.7    | 99,9      |

Die Werte sind auf den Heizwert der Brennstoffe bei vollständiger Verbrennung und einer Brennstoff- und Lufttemperaturen von 25 °C bezogen, Luftzahl λ = 1,1; keine Verluste durch Wärmestrahlung- oder Konvektion zur Umgebung.
Ob ein Brennwertheizkessel oder eine Rauchgaskondensationsanlage optimal arbeiten, kann ausschließlich über die Menge des erzeugten Kondensats ermittelt werden. Für die Verbrennung von einem Liter Heizöl werden maximal ca. 0,9 Liter Kondensat kalkuliert, für einen Kubikmeter Erdgas maximal ca. 1,63 Liter. Da diese 900 ml Kondensat ca. 6 % Energieersparnis entsprechen, kann daraus der Wirkungsgrad errechnet werden: 900 ml : 6 = 150 ml. Ca. 150 ml Kondensat einer Ölbrennwertheizung entsprechen daher ca. 1 % Brennwertnutzen, was auch in etwa für Erdgas gilt. Ausgehend vom herstellerseitig angegebenen Gerätewirkungsgrad kann dann der ungefähre tatsächliche Wirkungsgrad ermittelt werden.
Alle in der Literatur mit „ca.“ versehenen Angaben sind ungefähre Angaben die ebenso ungefähre Rechenresultate liefern, Ursache dafür ist, dass Heizöl und Erdgas eine variable Zusammensetzung aufweisen und daher exakte Werte nicht möglich sind. Details liefert nur die Heizwert- und Brennwertangabe des Brennstofflieferanten. Da diese Angaben meist auf 0 °C bezogen sind, kann man sich mithilfe der Kondensationsenthalpie von Wasser (bei 0 °C gleich 2676 kJ/kg) ausrechnen, wie viel Kondensat reines Wasser theoretisch anfallen könnte.
Bei Abkühlung von Abgasen unter den Taupunkt bleibt das Abgas – trotz Abscheidung von Kondensat – weiterhin zu 100 % mit Wasserdampf und sonstigen Kondensaten gesättigt (mit einem dann geringeren Anteil an Absoluter Feuchte). Das Abgas wird zwar dadurch „trockener“, aber nicht unbedingt vollständig trocken. Ein hoher Taupunkt (bei Erdgasverbrennung) erlaubt zur Kühlung hohe Rücklauftemperaturen, trotzdem wäre durch tiefere Abkühlung noch eine Vergrößerung der Kondensatmenge und dadurch Steigerung der Energieausbeute möglich.
Das Rauchgas kann maximal auf die Temperatur des kältesten Mediums im gesamten Wärmeübertragungsprozess heruntergekühlt werden:
- bei Warmwassererzeugung die Temperatur des Trinkwasserzulaufs (ca. 8 °C) (sofern keine Rücklaufanhebung eingebaut ist, bei der der Wärmeübertrager nie mit kaltem Wasser beaufschlagt wird)
- beim Nachheizen oder Wiederaufheizen des Inhalts eines Warmwasser-Speicherkessels die Temperatur des Warmwassers (die je nach Temperaturzone des Speichers, die gerade wiederaufgeheizt wird, zwischen der Kaltwassertemperatur und der Heißwassertemperatur gleitend variiert)
- bei aktiver Heizwasserumwälzung die Temperatur des Heizungsrücklaufs
- beim Nachheizen eines Heizungspufferspeichers die jeweilige Temperatur des Speicherwassers (die je nach Temperaturzone des Speichers, die gerade wiederaufgeheizt wird, zwischen der Rücklauftemperatur der Heizung und der maximalen Betriebstemperatur des Speichers gleitend variiert)
- bei installierter Luftvorwärmung die Temperatur der angesaugten Frischluft

Je nach Leistung des Heizkessels kann dieser Kaltwasser in einem Erhitzungsvorgang auf die gewünschte Endtemperatur bringen, in so einem Fall wird der Brennwerteffekt meist gut genutzt. Ist aber die Leistung des Geräts zu gering, so ist diese „Temperaturspreizung“ (Differenz zwischen Vorlauftemperatur und Rücklauftemperatur) klein und das Wasser eines Speicherkessels muss zweimal oder öfter umgewälzt werden, bis die Solltemperatur erreicht wird. In diesem Fall wird der Brennwerteffekt nur am Anfang genutzt und nimmt mit zunehmender Erwärmung des Speicherwassers laufend ab. Um den Brennwerteffekt trotzdem nutzen zu können, muss entweder die Durchflussmenge durch den Heizkessel reduziert werden, wodurch die Temperaturspreizung zunimmt, oder es wird die Solltemperatur des Speicherwassers vermindert (Herabsetzung der Vorlauftemperatur oder der Warmwassertemperatur).
Die Feuchte der Zuluft kann in einer Rauchgaskondensationsanlage nur dann kondensiert werden wenn durch die Temperatur des Wärmeübertragermediums der Taupunkt der angesaugten Luft unterschritten würde, was aber eher selten der Fall ist. Bei installierter Luftvorwärmung kann im Winter das Abgas nicht unter die Temperatur der Frischluft heruntergekühlt werden, der Taupunkt der Frischluft wird daher (in diesem Fall) nie unterschritten. Der Feuchteanteil der Frischluft verbleibt dann unkondensiert im Abgas und geht als „Durchlaufposten“ durch die Heizanlage.
Die Luftfeuchtigkeit stellt insofern einen Zugewinn dar, weil für die Restfeuchte im Abgas nach der Kondensation nur die Differenz zwischen Zuluftfeuchte und Taupunktfeuchte aus dem Brennstoff gespeist werden muss und das „Zuviel“ mit Wärmegewinn auskondensiert. Der Wärmegewinn ist daher umso höher, je feuchter die Zuluft ist (die durch die Luft „eingesparte“ Kondensatmenge ist gleich hoch wie deren Wassergehalt). Die Feuchtigkeit der Zuluft führt auch nicht zur Flammenabkühlung (und wegen unvollständiger Verbrennung zu schlechterer Brennstoffausnutzung) da die Feuchte bereits dampfförmig vorliegt (sofern nicht nebelhaltige Luft angesaugt wird). Bei Ansaugung der Zuluft aus dem Heizraum (im Keller) kann somit sonstige gebundene Verdampfungsenthalpie (aus der Austrocknung der Baufeuchte, wenn der Heizraum zur Wäschetrocknung genutzt wird, Badezimmer- und Saunaabluft aus der kontrollierten Wohnraumlüftung) wiedergewonnen werden.
Der Taupunkt wird durch Luftüberschuss im Rauchgas erhöht (und damit die Ausbeute an Kondensat vermindert), denn die zusätzliche Luft bindet mehr Wasserdampf, kühlt aber gleichzeitig die Verbrennung, setzt also Verbrennungstemperatur und Rauchgastemperatur herab, was bei der Brennwertnutzung berücksichtigt werden muss.
Je tiefer das Rauchgas abgekühlt wird, desto mehr Wasserdampf oder Kondensate können kondensieren und desto mehr Kondensationsenthalpie kann genutzt werden. Nach einer Kondensation bleibt das Rauchgas weiterhin zu 100 % (mit einer nunmehr geringeren absoluten Menge an Wasserdampf oder Kondensaten) gesättigt.
Die Entstehung von Kohlenmonoxid (mit einem Restheizwert) bei unvollständiger Verbrennung führt ebenfalls erheblich zur Verringerung der Wärmeenergieausbeute und damit zu geringerer Energieeffizienz (zur Energieeffizienz siehe auch Heizkessel#Energieverschwendung und Nutzungsgrad).

## Taupunktkurven

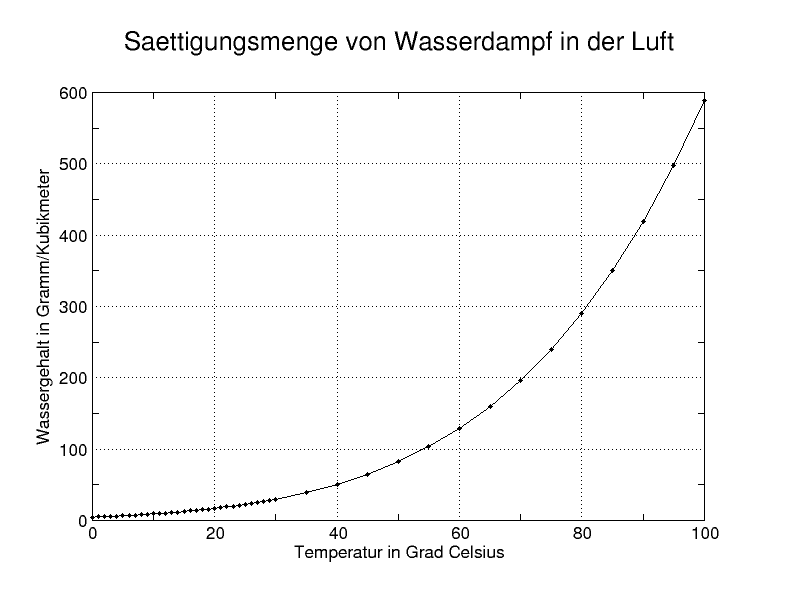
Die „Taupunkt-Kurve von Wasserdampf in Luft“ zeigt die maximale Wasserdampfkonzentration (Sättigung) in Abhängigkeit von der Temperatur

Erstellt man ein Diagramm, in dem die Feuchte von Luft gegen die Temperatur aufgetragen ist, so bilden alle Zustände, an denen der Wasserdampf gesättigt vorliegt, das heißt alle möglichen Taupunkte, eine feuchteabhängige und temperaturabhängige Taupunktkurve. Diese ähnelt in der Gestalt der Phasengrenzlinie im Ein-Stoff-Phasendiagramm zwischen den Zustandsräumen Gas und Flüssigkeit, ist aber mit dieser nicht identisch. Ausgehend von einer bekannten Gasfeuchte kann eine waagrechte Linie im Diagramm gezogen werden, der Schnittpunkt dieser Linie mit der Taupunktkurve ist der dieser Gasfeuchte entsprechende „Taupunkt“, dessen zugeordnete Temperatur (davon eine senkrechte Linie im Diagramm gezogen) dann die sogenannte Taupunkttemperatur, die vereinfacht und abgekürzt ebenfalls häufig als „Taupunkt“ bezeichnet wird und ebenso mit der Maßeinheit °C angegeben wird.
Eine „Taupunkt(s)kurve von Wasserdampf in Luft“ ist aus den Wertepaaren aus Feuchte und zugehöriger Taupunkttemperatur gebildet. Aus ihr kann abgelesen werden, unterhalb welcher Taupunkttemperatur Wasserdampf abhängig vom Feuchtegehalt der Luft auskondensiert.
Diese Taupunktskurve wird oft näherungsweise für die Kondensation der kondensierbaren Stoffe eines Abgases angewendet, obwohl der jeweilige tatsächliche Kurvenverlauf von der stofflichen Zusammensetzung des Abgases und dem herrschenden Druck (beispielsweise beim Naturzug oder einem Saugzuggebläse einer Unterdruck-Feuerung) abhängig ist.

Carrier-Diagramm (englisch „psychrometric chart“)

Taupunkte können auch aus einem Carrier-Diagramm (nach Willis Carrier) abgelesen werden. So ein Carrier-Diagramm nach DIN 4108 zeigt die Kurven, bei denen die relative Feuchtigkeit den Werten von 10 %, 20 %,… bis 100 % entspricht, wobei die 100 %-Kurve gleich der Taupunktkurve ist.

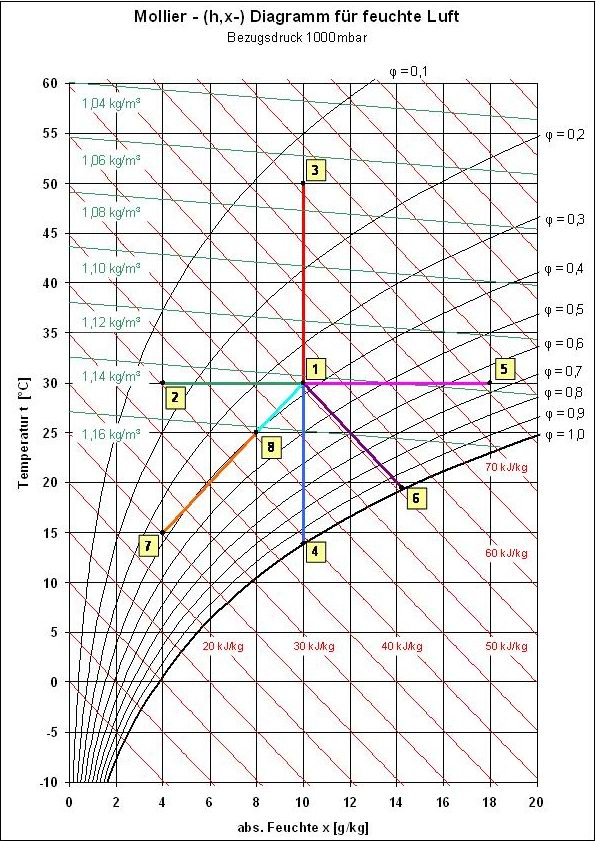
Mollier-h-x-Diagramm

Ein Mollier-h-x-Diagramm zeigt dasselbe wie ein Carrier-Diagramm mit vertauschten Achsen (das Diagramm hochkant gestellt und spiegelverkehrt).
Die jeweilige Taupunkttemperatur ist zugleich (ebenso näherungsweise ungefähr) ein Maß für die jeweils vorhandene Feuchte eines Abgases. Die Aussage „Bei der Verbrennung von Heizöl liegt der Wasserdampftaupunkt im Rauchgas bei ca. 48 °C“ beschreibt im Grunde die Menge an Feuchtigkeit, die aus der Oxidation der im Heizöl vorkommenden Wasserstoffatome stammt, der eine bestimmte Taupunkttemperatur entspricht. Die Wasserdampfübersättigung (exakter die Kondensatübersättigung), die bei Unterschreitung der Taupunktstemperatur auftritt, führt dazu, dass der überschüssige Wasserdampf auskondensiert und eine der aktuellen Temperatur entsprechende Restfeuchte im Abgas verbleibt. Eine weitere Temperaturabsenkung des Abgases (durch Wärmeübertragung) führt dann zu weiterer Kondensation.
Die obige Aussage, der Wasserdampftaupunkt läge bei 45 bis 75 °C, berücksichtigt die Abhängigkeit des Taupunkts von unterschiedlichen Abgaszusammensetzungen und damit unterschiedlichen Feuchtegehalten diverser Brennstoffe.

## Kondensationsbereiche in einem Wärmeübertrager
Entsprechend ihrer Taupunkte kondensieren die kondensierbaren Stoffe bei unterschiedlichen Temperaturen, in der heißesten Zone eines Wärmeübertragers (nahe am Brennraum) die Stoffe mit dem höchsten Taupunkt und in der kältesten Zone des Wärmeübertragers (nahe am Kamin oder in der Kaminröhre) die Stoffe mit dem niedrigsten Taupunkt. Dazwischen kondensieren alle Stoffe entsprechend ihrem Gehalt im Trägergas bei allen Temperaturen, die ihre Reinstoff-Taupunktkurve zulässt. Dies kann dazu führen, dass sich an unterschiedlichen Wärmeübertragerrohrabschnitten unterschiedliche Stoffe an- oder ablagern. Pyrolysiertes unverbranntes Harz, Teere und Fettsäuren mit einem Taupunkt von 70 °C verkleben einen Wärmeübertragerabschnitt und der Wasserdampf kondensiert an einem anderen Wärmeübertragerabschnitt. Die vom Kamin rücklaufenden wässrigen Kondensatanteile vermögen aber nicht immer die teerigen Anlagerungen (an denen zusätzlich noch Flugstaub anklebt) abzulösen, wodurch dieser Teil des Wärmeübertragers verklebt und mit Flugstaub zubäckt. -Dies ist einer der Gründe, warum Brennwert-Rauchgaskondensation bei Holz-Kleinheizungsanlagen von den Herstellern nur zögerlich angegangen wird.
Ist im Wärmeübertrager eine Rücklaufanhebung eingebaut, so wird dabei mit einem Mischventil ein variabler Teil des (heißen) Vorlaufmediums dem (kalten) Rücklauf beigemischt und damit die Mindestkondensationstemperatur angehoben. Damit soll verhindert werden, dass säurehältiger Wasserdampf oder Teer an Wärmeübertragerabschnitten kondensieren, die dazu nicht geeignet sind (zu wenig korrosionsfest oder schlecht reinigbar) oder um die Resublimation oder Rekombination von Glanzruß zu verhindern. Beim Austausch einer alten Heizanlage gegen einen neuen Brennwertkessel muss so eine Rücklaufanhebung demontiert werden um den Brennwerteffekt nutzen zu können.

## Ökologie
- Erhöhte Wärmenutzung: Da durch die Kondensation der kondensierbaren Stoffe im Rauchgas zusätzlich zur thermischen Energie auch die Kondensationsenthalpie genutzt wird, hat eine Rauchgaskondensation positive ökologische Auswirkungen.[10]
- Mit einer Rauchgaskondensation ist eine Reinigungswirkung der Rauchgase verbunden. Neben den kondensierbaren Bestandteilen werden mit dem Kondensat auch Feinstaubanteile und ionisiert vorliegende Stoffe, die zu Feinstaub rekombinieren könnten, ausgewaschen. Dadurch reichern sich zwar Schwermetalle im Kondensat oder bei Großfeuerungsanlagen im neutralisierten Kondensatschlamm an, werden aber nicht mehr in die Luft emittiert.[11]
- Da der pH-Wert von Kondensat aufgrund der enthaltenen Säuren stets sauer ist und häusliche Abwässer meist basisch sind und zur Neutralisierung der Kondensate beitragen, können Kondensate von Kleinfeuerungsanlagen, entsprechend der jeweiligen behördlich festgelegten Einleitbedingungen, in die Kanalisation eingeleitet werden.

## Rauchgaskondensation bei Großfeuerungsanlagen

### Anlagenaufbau am Beispiel einer Großfeuerungsanlage

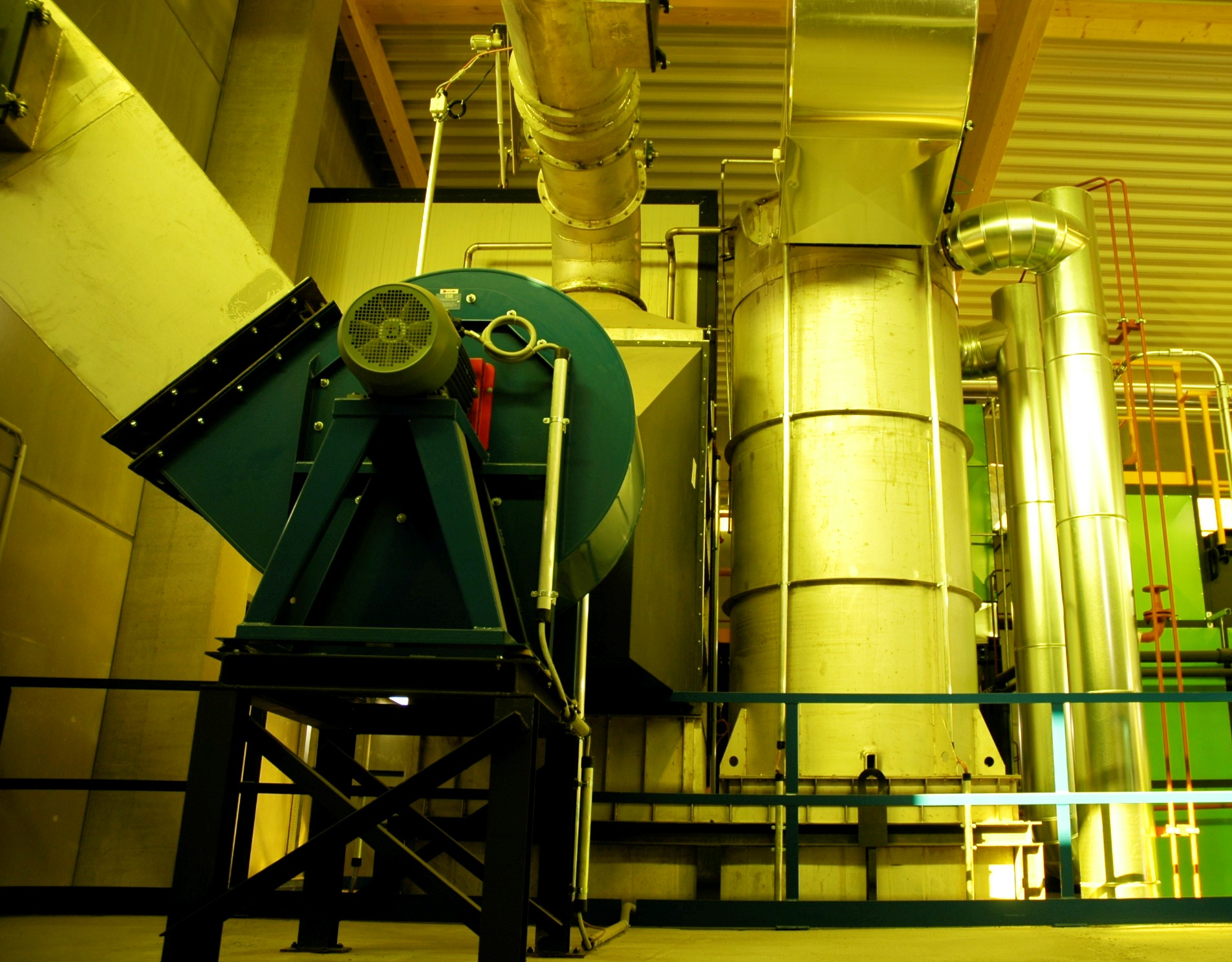
Rauchgaskondensationsanlage eines Biomasseheizwerkes mit Entschwadung in Maria Gugging; Entschwadungsventilator links vorne, dahinter Entschwadungs-Wärmeübertrager (LUVO), Kondensations-Wärmeübertrager rechts, Biomassekessel rechts im Hintergrund

Stirnseite eines Entschwadungsluftwärmeübertragers mit Glasrohren; Durch die Glasrohre wird Außenluft angesaugt und vorgewärmt, mantelseitig strömt Rauchgas

Die der Rauchgaskondensation vorgelagerte Stufe ist zumeist der Economizer, der die thermische Energie des Rauchgases nutzt und bei staubhaltigem Rauchgas zusätzlich ein Fliehkraftabscheider und/oder Elektrofilter.
Danach wird das Rauchgas dem Kondensator zugeführt, der die Kondensationsenthalpie nutzt, die je nach Brennstoff bei Temperaturen von ca. 55 bis 70 °C gewonnen werden kann. Der Kondensator ist also ausschließlich für die Gewinnung von Niedertemperatur-Wärme geeignet, die Kondensationsenthalpie wird also ausgekoppelt und beispielsweise für ein Warmwasser-Nahwärmenetz genutzt. Je geringer die Wassertemperatur, mit der der Kondensator beschickt wird, desto höher ist die Energieausbeute des Kondensators.
Die Kondensation findet nicht bei einer einzigen Temperatur statt, sondern erfolgt über einen ausgedehnten Temperaturbereich. Die Temperaturzone für die Kondensation hängt von der jeweiligen Rauchgaszusammensetzung ab. Ihr Verlauf wird z. B. von der Sättigungskurve im Mollier-Diagramm beschrieben. Zudem weist die Temperatur im Querschnitt eines Abgasrohres einen parabolischen Verlauf auf, das Rauchgas ist an den Wänden des Wärmeübertragers oder am Abgasrohr kühler als im heißeren Kern des Abgasstroms. Abhilfe schaffen spezielle Einbauten zur Verwirbelung des Rauchgases.
Das nun bis unter den ursprünglichen Taupunkt abgekühlte Rauchgas enthält noch immer einen Rest-Wasserdampfanteil sowie nutzbare Wärme, die in einem Luftvorwärmer (Rotationswärmeübertrager oder bei Kleinfeuerungsanlagen in einem Luft-Abgas-System) entzogen werden kann. Dabei wird Luft aufgewärmt, die entweder zur Brennstofftrocknung, als vorgewärmte Verbrennungsluft oder als Entschwadungsluft genutzt werden kann.
Als letzte Stufe der Anlage kann eine Entschwadungsstufe angeordnet sein. Diese dient zur Vermeidung oder Minderung der Wasserdampffahne am Kaminaustritt. Die Bildung einer Dampffahne ist vor allem vom Taupunkt des Abgases und von der aktuellen Lufttemperatur, die Auflösung der Dampffahne von der aktuellen Luftfeuchte, genauer der Feuchteaufnahmefähigkeit der Luft, abhängig. Durch Zumischung von Luft aus dem Luftvorwärmer in das Abgas wird dessen relative Feuchte gesenkt und damit die Neigung zur Bildung von Schwaden gemindert.

### Moderne Verfahren
Durch den Einsatz einer Rauchgaskondensation sind bei Biomasse-Heizkraftwerke Steigerungen des Thermischen Wirkungsgrades {\displaystyle \eta _{\mathrm {th} }} um 30 % auf 117 % möglich.
Für die „Netzrücklauferwärmung“ (Erwärmung des Rücklaufs eines Nah- oder Fernwärmenetzes) stehen verschiedene Verfahren zur Auswahl, beispielsweise:
Rauchgaskondensation…
- mit Absorptionskältemaschinen
- mit Verbrennungsluftbefeuchtung
- mit Lithiumbromid-Absorptionsprozess
- mit Wärmepumpen[14]
- zur Speisewasser-Erwärmung in Dampfkraftwerken[15]

### Ökologische Aspekte bei Großanlagen
- Geringste Staubbelastung: Da bei Großanlagen die Rauchgaskondensation im Allgemeinen der normalen Rauchgasentstaubung nachgeschaltet wird und über das Kondensat auch Staub extrahiert wird, sind die Staubgehalte wesentlich niedriger und zumeist nur geringfügig über der Nachweisgrenze.
- Neutralisation und Reinigung des Kondensates notwendig: Im Kondensat enthalten sind Flugasche und Flugstaub, die als Schlamm abgeschieden werden. Dieser Schlamm hat einen geringen Feststoffgehalt, besteht also fast nur aus säurehaltigem Wasser und muss aufwändig entwässert und neutralisiert werden.
- Erhöhter Strombedarf: Der Druckverlust durch die zusätzlichen Wärmeübertrager bewirkt bei Großanlagen eine höhere bzw. zusätzlich elektrische Antriebsleistung in den Entschwadungsluft- und Rauchgasventilatoren und verursacht einen beachtenswerten Energiebedarf.